# Varin
Varin är ett distrikt i Kambodja.   Det ligger i provinsen Siem Reap, i den nordvästra delen av landet, 280 km norr om huvudstaden Phnom Penh. Antalet invånare är 19 818.